# Monumento a Carlo Ottavio Castiglioni
Il monumento a Carlo Ottavio Castiglioni è un'opera scultorea realizzata da Antonio Galli (1812–1861) posta nel cortile d'onore del palazzo di Brera a Milano.

## Storia e descrizione
Per la realizzazione di una statua a Carlo Ottavio Castiglioni, filologo, orientalista e numismatico, venne aperta una sottoscrizione nel gennaio 1851.
Raggiunto un numero sufficiente di sottoscrizioni, venne dato incarico allo scultore Antonio Galli.
Il monumento fu inaugurato solennemente il 5 settembre 1855.
Questo monumento e quello a Bonaventura Cavalieri furono restaurati nel 2015.